# Peisistratos
Peisistratos var tyran i Athen fra 561 f.Kr. til sin død i 528 f.Kr.. Han blev dog fordrevet og tog magten tilbage flere gange i løbet af denne periode.
Han gjorde Athen mere demokratisk ved at omfordele inddraget adelsjord til bønderne og derved mindske økonomiske skel.